# Aeluroglena cucullata
Aeluroglena cucullata е вид влечуго от семейство Смокообразни (Colubridae).

## Разпространение
Видът е разпространен в Сомалия.